# 세케슈페헤르바르구

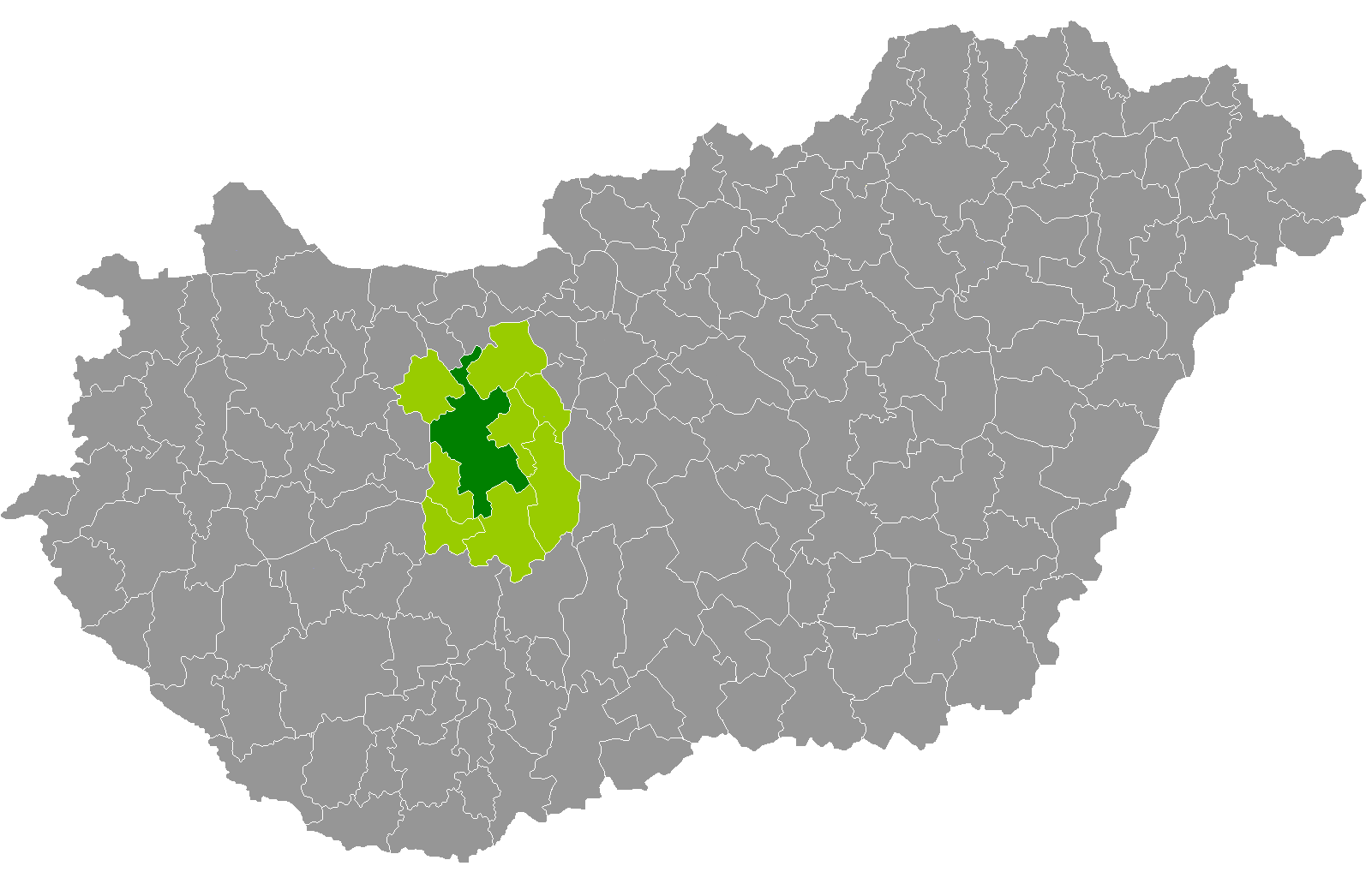
페예르주 지도에 표시된 세케슈페헤르바르구의 위치

세케슈페헤르바르구(헝가리어: Székesfehérvári járás)는 헝가리 페예르주에 위치한 구로 구청 소재지는 세케슈페헤르바르이며 면적은 1,032.05km2, 인구는 156,935명(2011년 기준), 인구 밀도는 152명/km2이다.
북동쪽으로는 비치케구, 동쪽으로는 가르도니구, 남쪽으로는 샤르보가르드구, 서쪽으로는 에닌그구, 베스프렘주 벌러토널마디구, 바르펄로터구, 북서쪽으로는 모르구와 접한다. 25개 지방 자치체(1개 도시주, 2개 시, 22개 마을)를 관할한다.

구기
구 문장